# Vogt (Gemeinde)
Vogt ist eine Gemeinde im oberschwäbischen Landkreis Ravensburg in Baden-Württemberg mit etwa 4700 Einwohnern.

## Geographie

### Geographische Lage
Die Gemeinde liegt zwischen Wangen im Allgäu und Ravensburg direkt am Südostrand des Altdorfer Walds. Mit der Bezeichnung Tor zum Allgäu wirbt sie für ihre Lage am Rand der Allgäuer Landschaft.

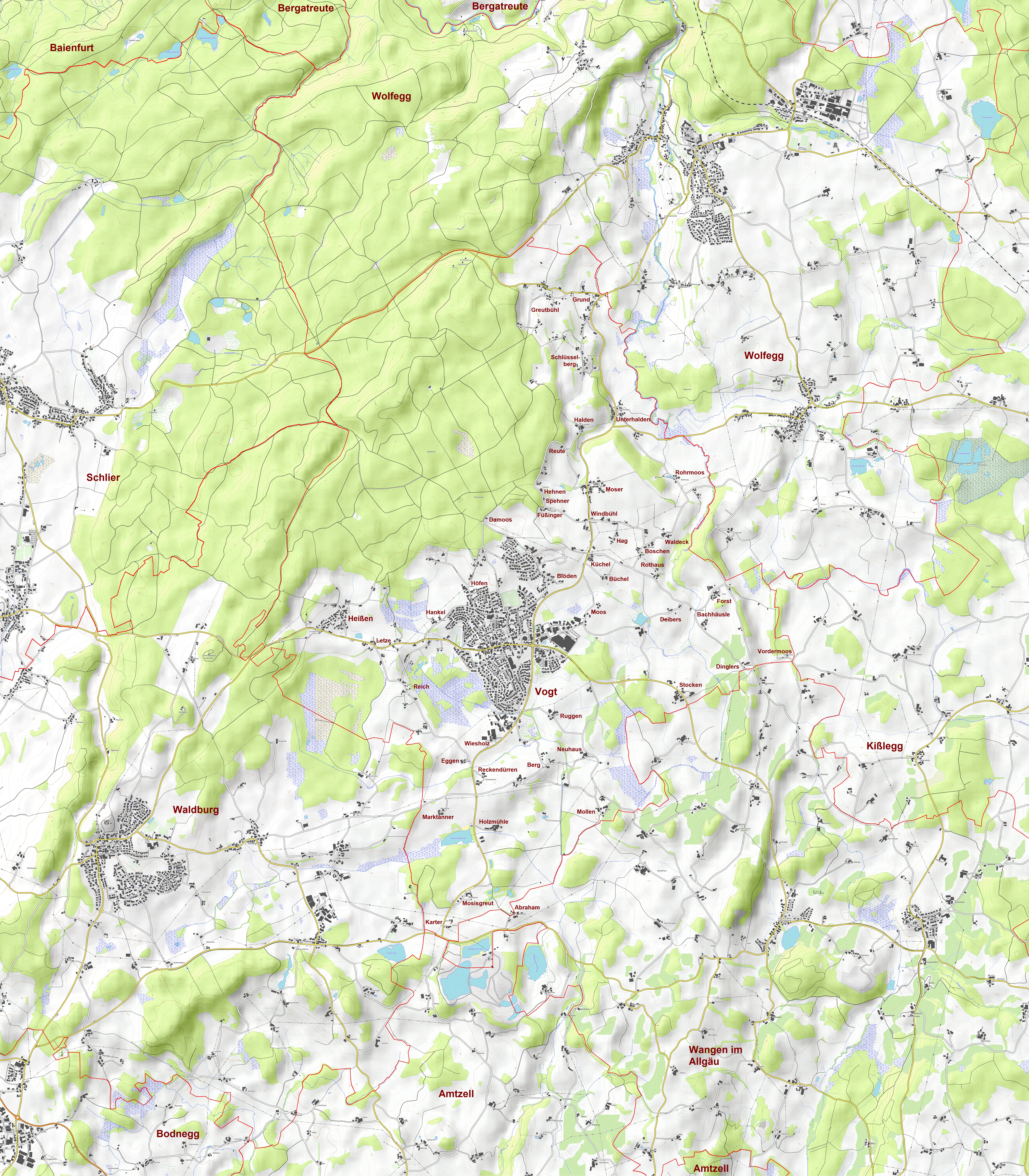
Topografische Karte der Gemeinde Vogt

### Nachbargemeinden
Folgende Gemeinden grenzen an die Gemeinde Vogt an: im Norden Wolfegg, im Osten Kißlegg, im Südosten die Stadt Wangen im Allgäu, im Südwesten Waldburg und im Westen Schlier.

### Schutzgebiete
Im Gemeindegebiet sind drei Naturschutzgebiete (Füremoos, Neuhauser Moos-Mollenweiher und Wolfegger Ach) sowie ein Landschaftsschutzgebiet (Jungmoränenlandschaft zwischen Amtzell und Vogt) ausgewiesen. (Stand 1. April 2010)

### Gemeindegliederung
Die Gemeinde Vogt besteht aus den Hauptteilort Vogt sowie über 40 Dörfern, Weilern und Einzelhöfen, darunter als größtes das Dorf Heißen.
Die übrigen Dörfer, Weiler und Höfe sind Abraham, Bachhäusle, Berg, Blöden, Boschen, Büchel, Damoos, Deibers, Dinglers, Eggen, Forst, Füßinger, Greutbühl, Grund, Hag, Halden, Hankel, Hehnen, Höfen, Holzmühle, Karter, Küchel, Letzte, Marktanner, Mollen, Moos, Moser, Mosisgreut, Neuhaus, Reckendürren, Reich, Reute, Rohrmoos, Rothaus, Ruggen, Schlüsselberg, Spehner, Stocken, Unterhalden, Vordermoos, Waldeck, Wiesholz und Windbühl.

## Geschichte
Das Gebiet der heutigen Gemeinde wurde bereits in der Jungsteinzeit besiedelt. Nach Römern und Alemannen beherrschten ab Ende des 5. Jahrhunderts die Franken die Gegend. Diese ordneten sie dem Argengau zu, aus dem die Grafschaft Altdorf wurde, die den Welfen unterstand. Über die Staufer fiel das Gebiet an Vorderösterreich, wo es zur Landvogtei Schwaben gezählt wurde. Kleinere Gebiete gehörten auch zum Herrschaftsgebiet des Fürsten von Waldburg-Wolfegg-Waldsee. Die Mediatisierung aufgrund des Reichsdeputationshauptschlusses führte zur Zugehörigkeit zum Königreich Württemberg, das die Gebiete 1810 dem Oberamt Ravensburg unterstellte und 1826 zur neuen Gemeinde Vogt zusammenschloss.
Bei der Kreisreform während der NS-Zeit in Württemberg gelangte Vogt 1938 zum Landkreis Ravensburg. 1945 wurde Vogt Teil der Französischen Besatzungszone und kam somit zum neu gegründeten Land Württemberg-Hohenzollern, welches 1952 im Land Baden-Württemberg aufging.

## Religionen

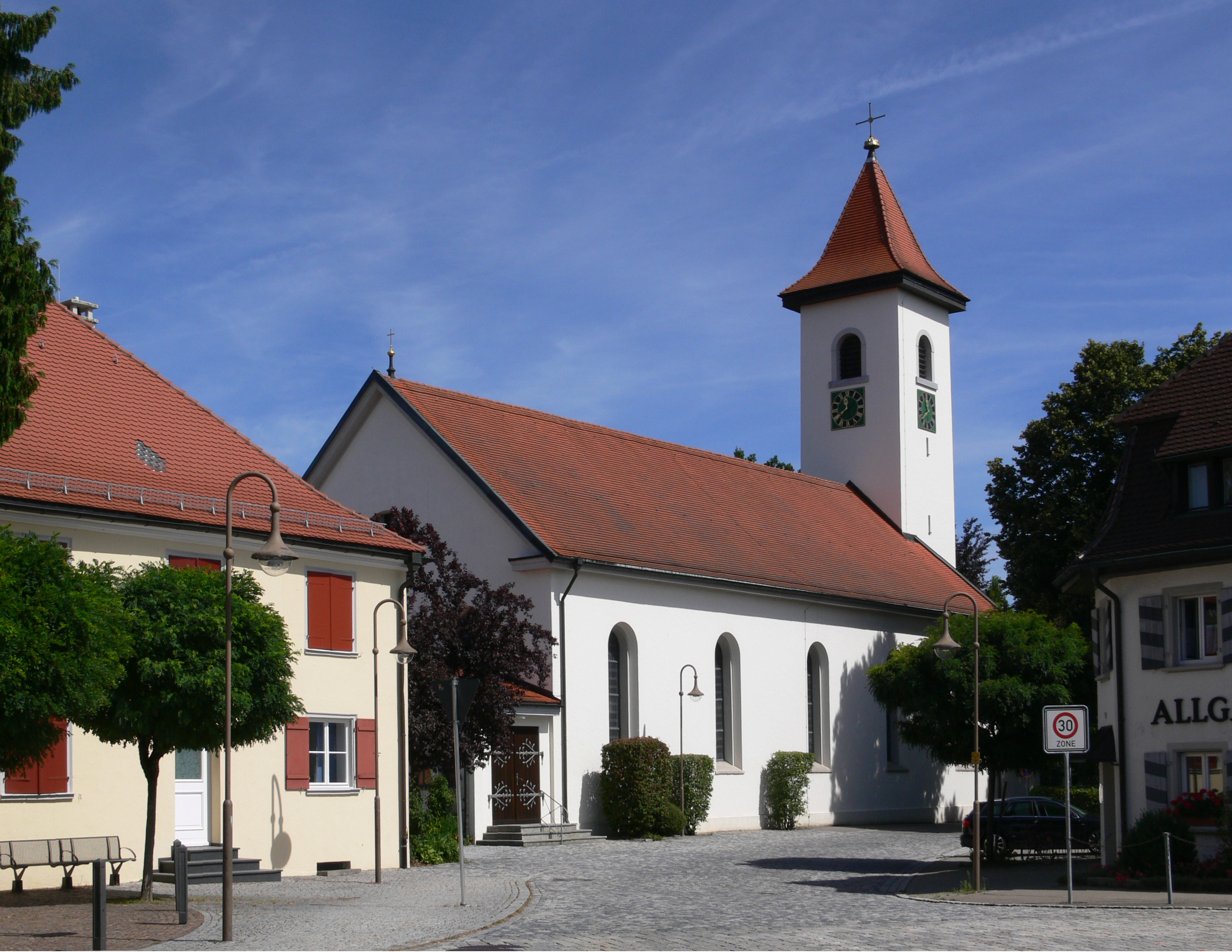
Pfarrkirche St. Anna, Vogt

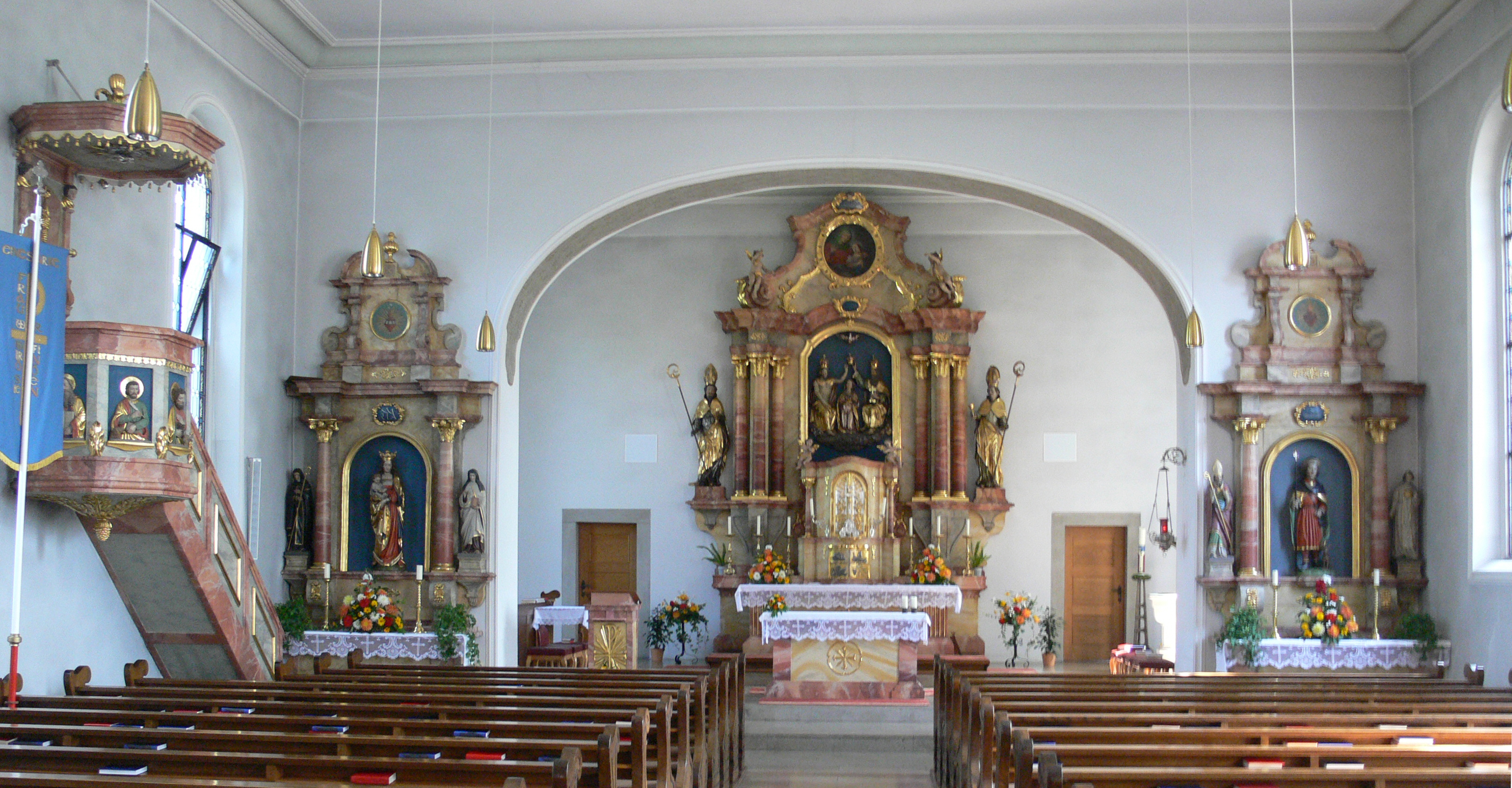
In der Mitte Hoch- und Volksaltar, die Seitenaltäre und links die Kanzel der Kirche St. Anna

Vogt ist wie das gesamte Umland römisch-katholisch geprägt, hat aber auch eine große, aktive evangelische Gemeinde.

### Römisch-Katholisch
Die Gemeinde ist Sitz der Pfarrei St. Anna. Sie gehört zum 2007 gebildeten Dekanat Allgäu-Oberschwaben im Bistum Rottenburg. Obwohl die Gemeinde Karsee bis 1952 Ortsteil von Vogt war, gehörte Vogt kirchlich bis 1808 als Kaplanei (Filialpfarrei) zur Pfarrei Karsee. Die um das Jahr 1500 auf der Gemarkung des Gutshofs Stüber vorm Wald (die heutige, markante Allgäu-Apotheke) gebaute Kapelle wurde 1808 zur Pfarrkirche geweiht. Durch den Reichsdeputationshauptschluss von 1803 wurden Kirchen und Klöster im Rahmen der Säkularisation durch den Staat enteignet. 1833 erfolgte der Abriss der nun viel zu klein gewordene Kapelle, an ihrer Stelle wurde die heutige Pfarrkirche St. Anna im Finanzkammerstil (also finanziert vom damaligen Königreich Württemberg) in vierjähriger Bauzeit erbaut. In der Amtszeit von Pfarrer Maximilian Hess wurde sie 1977/78 grundlegend modernisiert. Entgegen dem damaligen Trend des Zweiten Vatikanischen Konzils zur umfassenden Modernisierung wurde der Hochaltar auf Wirken der Denkmalbehörde weitgehend belassen und im Wesentlichen nur nach hinten an die Wand gerückt. Der damit im Chorraum gewonnene Platz wurde für einen zusätzlichen Altartisch genutzt, ein Volksaltar moderner Bauart. Dieser Altartisch ist der modernen Liturgieregel folgend zum Hauptschiff der Kirche, somit also der Kirchengemeinde zugewandt und dem Stil der vorhandenen Altare nachempfunden. Die Kanzel wurde in Vogt, anders als in vielen Kirchen, in denen dem – damaligen Zeitgeist folgend – die Kanzeln abgebaut wurden, ebenso wie die beiden Seitenaltare belassen, sie ist aber auch aus liturgischen Gründen nicht mehr in Gebrauch. Die Liturgiereform und die Installation moderner Beschallungsanlagen machte die erhöhte Position von Kanzeln nicht mehr notwendig. Mehrere wesentliche Ziele dieser Reform wurden umgesetzt: Die Sprache wurde von Latein auf Deutsch umgestellt und der Pfarrer gestaltete den Gottesdienst nun der Gemeinde auf Augenhöhe zugewandt. Im Rückblick wird in der Gemeinde die damalige Modernisierung allgemein als „sehr gelungener Kompromiss“ aus baulichem Bestand und Forderung der modernen Liturgieordnung bezeichnet.
Die Verlegung des verkehrstechnisch ungünstigen Seiteneingangs von der Kirchstraße an die Nord-Westseite mit neuem großzügigem Eingangsbereich, Heizungsmodernisierung, Umstellung des Geläuts auf Funkuhr, ein neuer Sakristeianbau, Orgel- und Chorgestaltung erfolgten dabei ebenfalls. Die Gestaltung der Nordhofs der Kirche, eine bauliche Öffnung des Soldatendenkmals am östlichen Ende der Kirche (ein zusätzliches, zweites Kriegerdenkmal wurde Mitte der 1980er Jahre auf dem neuen Waldfriedhof geschaffen), Verkehrsberuhigung der Kirchstraße und Modernisierung sowie Umnutzung des im Jahre 1777 erbauten historischen Pfarrhauses waren Teil einer gesamten Dorfmodernisierung in Abstimmung mit der Gemeindeverwaltung Vogt.

### Evangelisch
Die 1899 begründete evangelische Kirchengemeinde Vogt war lange eine Filialgemeinde der Kirchengemeinde Atzenweiler und war von 2003 bis 2018 selbständig (Stand 2005 mit 860 Gemeindegliedern, 2018 mit 718 Gemeindegliedern). Zum 1. Januar 2019 fusionierten die beiden Gemeinden dann zur neuen Kirchengemeinde Atzenweiler-Vogt. Die wiedervereinigte Diaspora-Gemeinde umfasst neben Vogt auch die politischen Gemeinden Grünkraut, Bodnegg und Waldburg und gehört zum Kirchenbezirk Ravensburg der Evangelischen Landeskirche in Württemberg.

## Politik

### Gemeinderat
Der Gemeinderat setzt sich zusammen aus dem Bürgermeister, der den Vorsitz führt, und 14 in der Kommunalwahl vom 9. Juni 2024 gewählten ehrenamtlichen Bürgern. Die Wahlbeteiligung lag bei 64,6 %. Die Sitze wurden wie folgt verteilt:
| Partei / Liste     | 2024          | 2024   | 2019          | 2019   |
| Partei / Liste     | Stimmenanteil | Sitze  | Stimmenanteil | Sitze  |
| ------------------ | ------------- | ------ | ------------- | ------ |
| Unabhängige Bürger | 76,3 %        | 11     | 57,6 %        | 8      |
| Grüne              | 23,7 %        | 3      | --            | --     |
| CDU                | --            | --     | 42,4 %        | 6      |
| Wahlbeteiligung    | 64,6 %        | 64,6 % | 64,0 %        | 64,0 % |

### Bürgermeister
Bis 2002 war Gernold Wassmer Bürgermeister in Vogt. Für seine Nachfolge bewarben sich acht Personen, bemerkenswert deshalb, weil in vielen Gemeinden geeignete Bewerber fehlen. Peter Smigoc wurde im zweiten Wahlgang für seine erste achtjährige Amtszeit gewählt. Im Oktober 2010 wurde er mit 98,2 % der gültigen Stimmen für weitere acht Jahre bestätigt, 2018 zum dritten Mal.

### Wappen
| Wappen der Gemeinde Vogt | Blasonierung: „In Schwarz ein steigendes goldenes (gelbes) Ross mit rotem Zaumzeug, auf dem ein bärtiger Mann mit goldenem (gelbem) Gewand und Hut sowie roten Stulpenstiefeln (Vogt) reitet.“ |
| Wappen der Gemeinde Vogt | Wappenbegründung: Nach dem Zweiten Weltkrieg verwendete das Bürgermeisteramt Vogt einen Farbdruckstempel, dessen nicht heraldisch aufgefasstes Bild Jesus Christus als den Guten Hirten zeigte. Seit 1949 bemühte sich die Gemeinde um die Gestaltung eines Wappens. Dabei wählte sie als Wappenfigur den reitenden Vogt aus, der als „redender Hinweis“ auf den Gemeindenamen verstanden wird und zugleich daran erinnern soll, dass die Oberhoheit über das Gemeindegebiet früher vorwiegend der Landvogtei Schwaben zukam. Am 22. Februar 1951 hat das Innenministerium Württemberg-Hohenzollern dieses Wappen verliehen. |

### Gemeindepartnerschaft
Vogt unterhält seit 1992 eine Partnerschaft mit der französischen Gemeinde Le Mayet-de-Montagne in der Auvergne.

## Wirtschaft und Infrastruktur

### Verkehr
Die Gemeinde Vogt ist durch einige Buslinien u. a. mit Ravensburg, Wangen im Allgäu und Wolfegg verbunden und gehört dem Bodensee-Oberschwaben Verkehrsverbund (bodo) an.

### Öffentliche Einrichtungen

#### Polizei
Bei einer Verwaltungsreform des Landes wurden die Polizeistationen Waldburg, Wolfegg und Kißlegg in Vogt zusammengezogen. Der 2004 geschaffene Polizeiposten Vogt ist für sieben Gemeinden mit rund 30.000 Einwohnern zuständig, 2007 erfolgte der Umzug in den Neubau in der Wolfegger Straße.

### Bildung

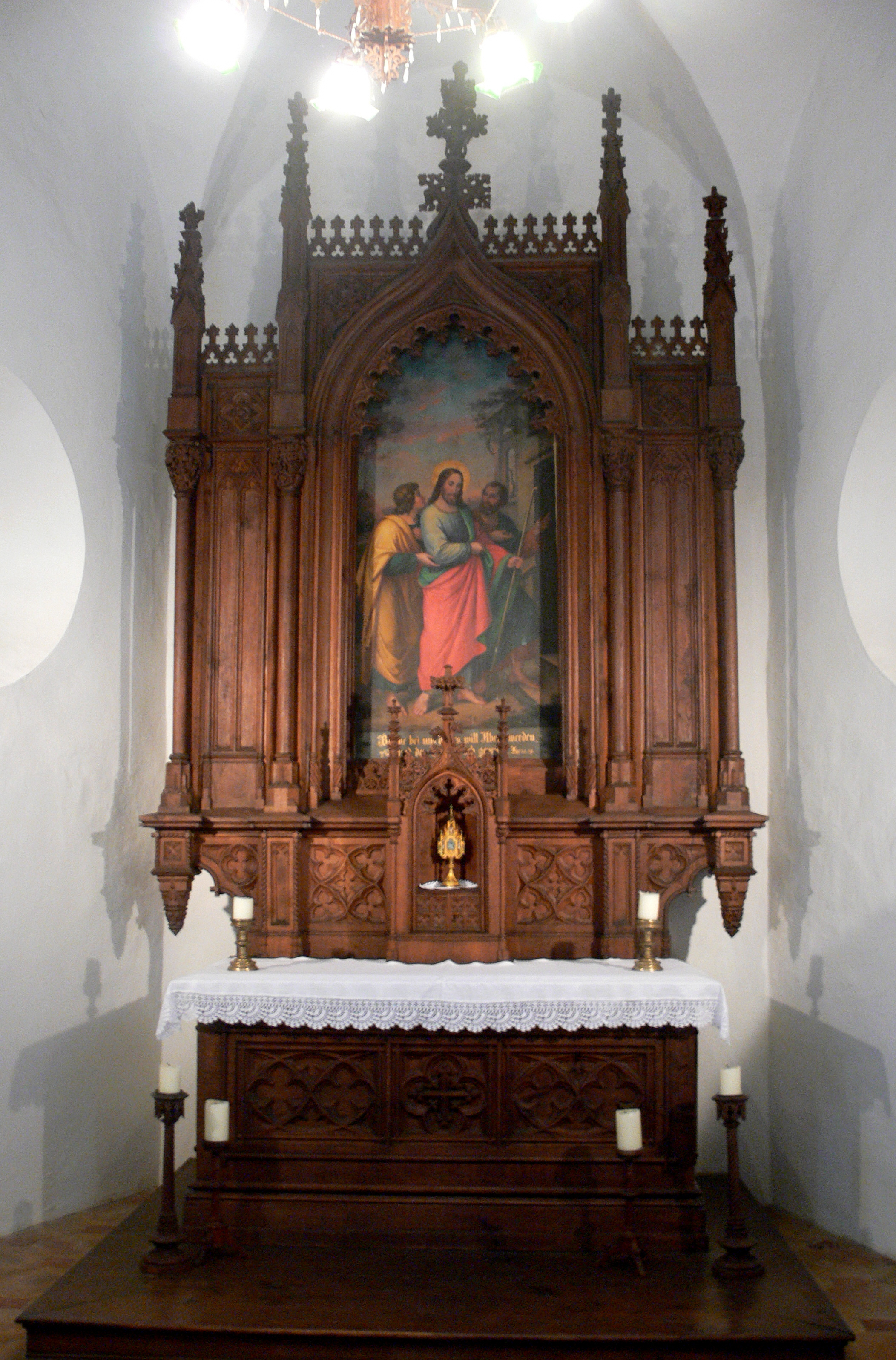
Altar in der Gutskapelle Mosisgreut

Vogt verfügt über drei Kindergärten und einen Waldkindergarten, eine Grundschule und eine Niederlassung der Gemeinschaftsschule Waldburg-Vogt. Die Volkshochschule Vogt (VHS) hat ihren organisatorischen Sitz im Rathaus, ist als „Außenstelle Vogt“ Teil der VHS Ravensburg e. V. und nutzt die Räume der öffentlichen Schulen in Vogt.

## Kultur und Sehenswürdigkeiten

### Bauwerke

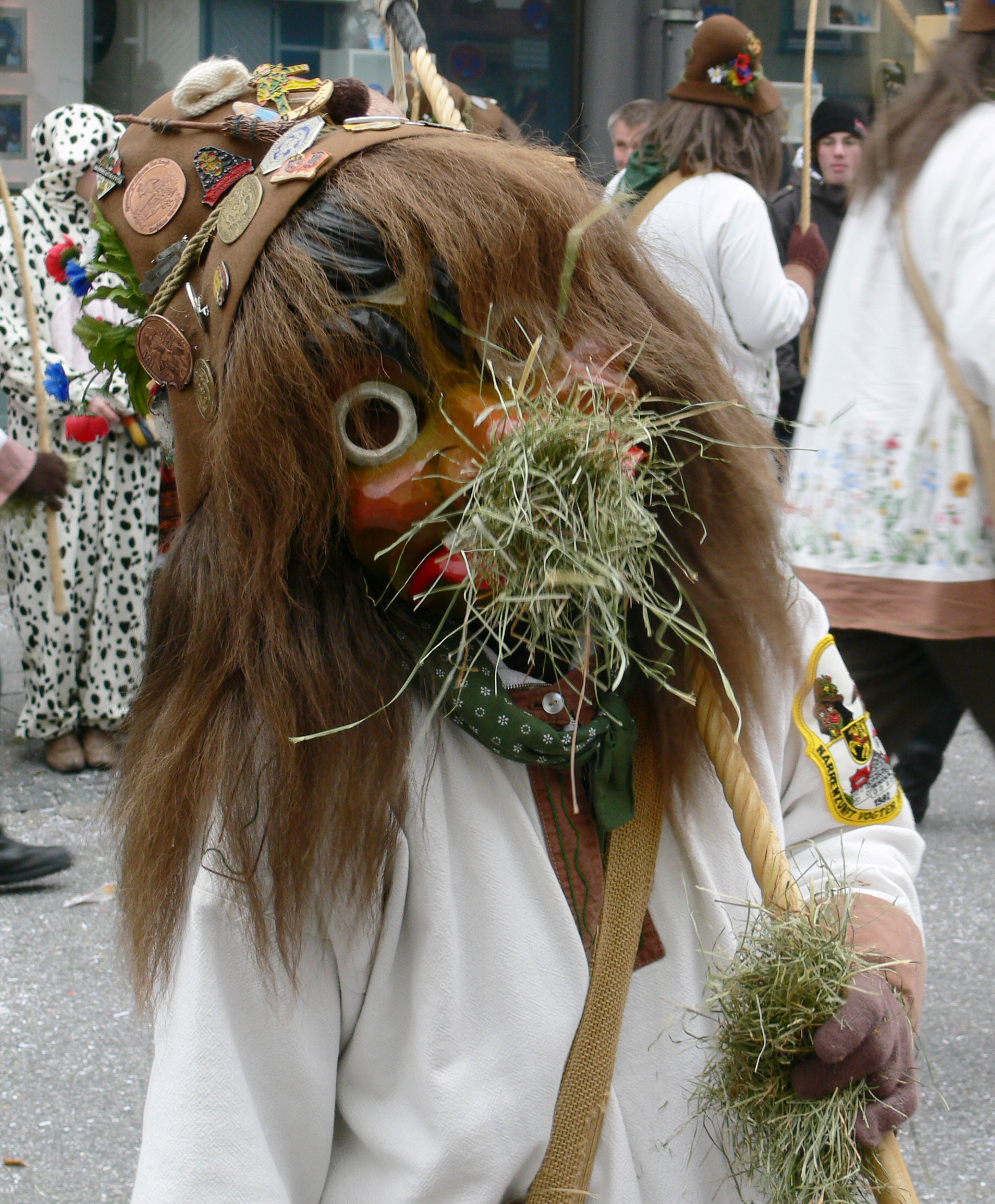
Vogter Heufresser

Das Rittergut Mosisgreut ist ein Jagdschloss mit mittelalterlichem Vorgängerbau aus dem 16. Jahrhundert und liegt in einem Landschaftsschutzgebiet. Eine originalgetreue Restaurierung erfolgte zwischen 2005 und 2008. Das Jagdschloss ist umgeben von einem historischen Gebäudeensemble: Innenhof mit neugotischem Ostflügel, ehemaliges Ziegelei-, Käsereigebäude, zweigeschossiges Ökonomiegebäude aus Granitsteinblöcken, Burggraben mit Natursteinbrücke sowie eine gotische Kapelle. Zu deren originärer Ausstattung zählt ein Altar, den Theodor Schnell der Ältere geschaffen hat. Im Jahr 2012 wurde den Eigentümern für die denkmalgerechte Sanierung des Hauptgebäudes der Denkmalschutzpreis Baden-Württemberg zuerkannt.

### Regelmäßige Veranstaltungen
- In Vogt wird die Schwäbisch-alemannische Fasnet gefeiert. Treibende Kraft ist die Narrenzunft „Vogter Heufresser“.

## Persönlichkeiten
- Fritz B. Busch (1922–2010), Journalist und Gründer des Automobilmuseums in Wolfegg, wohnte und starb in Vogt
- Britta Horn (* 1980), Schauspielerin, wuchs in Vogt auf
- Provinz, Band